# انتخابات الرئاسة التشيكية 2023
انتخابات رئاسة جمهورية التشيك عام 2023، أقيمت الجولة الأولى يومي الجمعة و السبت الموافقين 12 و13يناير 2013، والجولة الثانية 27 و 28 يناير 2023 والتي فاز بها الجنرال السابق بيتر بيفل خلفا للرئيس المنتهية ولايته ميلوس زيمان.

## المرشحون
تقدم لخوض انتخابات الرئاسة 8 مرشحين ابرزهم رئيس الوزراء السابق أندريه بابيش والجنرال بيتر بافيل، والخبيرة الاقتصادية دانوشي نيرودوفا.

## جولة الإعادة
اقيمت جولة الإعادة في 27 و 28 يناير 2023 بين كلا من رئيس الوزراء السابق أندريه بابيش والجنرال بيتر بافيل ذلك بعد ان حصل بابيش علي نسبة تصويت 36,02 بالمئة من الأصوات، مقابل 34,38 بالمئة لبافيل في الجولة الأولى 

## النتيجة النهائية
وكانت نتيجة التصويت في المرحلة الثانية بفوز الجنرال بيتر بيفل بنسبة تصويت 57 بالمئة.